# Robert Lifton

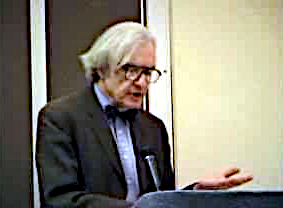
Robert Jay Lifton (2000)

Robert Jay Lifton (* 16. Mai 1926 in Brooklyn, New York, N.Y.) ist ein US-amerikanischer Psychiater und Autor, der vor allem durch seine psychologischen Studien über die Ursachen und Folgen von Kriegen und politischer Gewalt bekannt wurde. Er war einer der frühesten Verfechter der Methoden der Psychohistorie.

## Leben
Lifton wurde in Brooklyn, New York, als Sohn des Geschäftsmanns Harold A. und Ciel (Roth) Lifton geboren. Er studierte Medizin am New York Medical College. Von 1951 bis 1953 diente er als Psychiater der Air Force in Japan und Korea, worauf er später sein Interesse an Krieg und Politik zurückführte.
Er hat seither als Lehrer und Forscher an der Washington School of Psychiatry, Harvard University, und dem John Jay College of Criminal Justice, wo er half das Center for the Study of Human Violence zu gründen, gearbeitet.
1952 heiratete er die Autorin Betty Jean Kirschner. Die beiden haben drei Kinder.

## Einflüsse
Während der 1960er bildete Lifton zusammen mit seinem Mentor Erik H. Erikson und Bruce Mazlish die Wellfleet Group, ein von der American Academy of Arts and Sciences gesponsertes Projekt, um „Psychohistorie“ als Forschungsfeld zu definieren. 1970 wurde Lifton in die American Academy of Arts and Sciences gewählt.
Liftons Arbeit auf diesem Gebiet war stark von Eriksons Studien über Hitler und andere politische Figuren sowie von Sigmund Freuds Sorge um die sozialen Auswirkungen von triebhaften Einstellungen (vgl. z. B. Zeitgemäßes über Krieg und Tod (1915) und Massenpsychologie und Ich-Analyse (1921)) geprägt.

## Theorie der Korrektur der Gedanken
Liftons Buch von 1961 Thought Reform and the Psychology of Totalism: A Study of “Brainwashing” in China war eine Studie der Zwangstechniken, die andere als „brainwashing“ oder „mind control“ bezeichnet hatten. Lifton beschreibt im Detail acht Methoden, die ihm zufolge benutzt werden, um den Geist von Menschen ohne deren Einverständnis zu ändern:
- Milieukontrolle (kontrollierte Beziehungen zur Außenwelt)
- mystische Manipulation (die Gruppe hat höhere Ziele als die restliche Welt)
- Geständnis gegenwärtiger oder vergangener Verstöße gegen gruppendefinierte Regeln gegenüber dem Supervisor oder der Gruppe
- Selbst-Heiligung durch Reinheit (das Individuum dazu drängen, eine nicht erreichbare Perfektion anzustreben)
- Aura einer heiligen Wissenschaft (die Überzeugungen der Gruppe sind sakrosankt und vollkommen)
- überladene Sprache (neue Bedeutungen für Worte, um Schwarz-Weiß-Denken zu fördern)
- Doktrin über die Person (die Gruppe ist wichtiger als das Individuum)
- verschonte Existenz (Insider werden gerettet, Outsider sind zur Vernichtung verdammt)

Sein Name wurde in den populären Medien mit diesen Begriffen assoziiert, als er 1976 als Zeuge der Verteidigung in dem Prozess gegen Patty Hearst aussagte, die Symbionese Liberation Army habe ähnliche Techniken angewendet, um bei Patty Hearst eine zeitweilige Verhaltensänderung zu bewirken.
Entgegen populären Vorstellungen über ‚Gehirnwäsche‘ war Lifton immer der Ansicht, dass solcher Zwang nur kurzfristige Verhaltensänderungen oder allgemeine Neurosen, nicht aber dauerhafte Änderungen der Überzeugungen oder Persönlichkeitsveränderungen bewirken könne. Psychologen wie Margaret Singer und Steven Hassan haben später locker an seine Theorien angeknüpft und Termini wie „totalism“ und „thought reform“ auf die Praktiken bestimmter religiöser Gruppen übertragen; die American Psychological Association und die American Sociological Association haben erklärt, dass sie eine solche Analyse nicht für wissenschaftlich stichhaltig halten, aber nicht Liftons ursprüngliche Arbeit zurückgewiesen.

## Studien von Überlebenden von Kriegen und Grausamkeiten
Liftons einflussreichste Bücher, Death in Life: Survivors of Atomic bombings of Hiroshima and Nagasaki (1968) und Home from the War: Vietnam Veterans. Neither Victims nor Executioners (1973), und The Nazi Doctors: Medical Killing and the Psychology of Genocide (1986) konzentrierten sich auf die mentalen Anpassungen, die bei den Überlebenden von Grausamkeiten sowie bei den Tätern geschehen. In jedem Fall glaubte Lifton, dass die psychische Fragmentierung bei diesen Subjekten eine extreme Form der Pathologien ist, die auch in Friedenszeiten aufgrund des Drucks und der Ängste in modernen Gesellschaften vorkommen.
Seine Studien von Menschen, die, sei es als Einzelne oder in Gruppen, Kriegsverbrechen begangen hatten, kamen zu dem Schluss, dass, obwohl die menschliche Natur nicht an sich grausam ist und nur seltene Soziopathen an solchen Grausamkeiten teilnehmen können, ohne dauerhafte emotionale Schäden zu erleiden, solche Verbrechen keines ungewöhnlichen Ausmaßes an persönlicher Bösartigkeit oder geistiger Krankhaftigkeit bedürfen. Sie werden unter bestimmten Bedingungen, seien sie aufgrund verschiedener Umstände zustande gekommen oder planmäßig herbeigeführt, die Lifton „atrocity-producing situations“ nannte, nahezu sicher begangen. The Nazi Doctors war die erste gründliche Studie darüber, wie Mediziner ihre Teilnahme am Holocaust rationalisierten, von den frühen Stadien der Aktion T4 bis zu den Vernichtungslagern.
In seinen Hiroshima- und Vietnam-Studien kam Lifton zu dem Schluss, dass das Gefühl persönlicher Desintegration, das viele Menschen erleben, die zu Zeugen von Tod und Zerstörung in sehr großem Ausmaß geworden sind, letztlich zu einer neuen emotionalen Stabilität führen kann, dass aber die meisten Überlebenden ohne geeignete psychologische Unterstützung in Gefühlen der Unwirklichkeit und der Schuld stecken bleiben. In seiner Arbeit mit Vietnamveteranen war Lifton einer der ersten, der therapeutische Diskussionsgruppen organisierte. Er setzte sich für die Anerkennung der post-traumatic stress disorder (deutsch: Posttraumatische Belastungsstörung) in dem psychiatrischen Handbuch Diagnostic and Statistical Manual of Mental Disorders ein.

## Theorien des ‚totalism‘ und des proteischen Selbst
Totalism, ein zuerst in Thought Reform benutztes Wort, ist Liftons Bezeichnung für die Charakteristika ideologischer Bewegungen und Organisationen, die totale Kontrolle über menschliches Denken und Verhalten anstreben. Liftons Gebrauch unterscheidet sich von den Theorien des Totalitarismus dadurch, dass er auf die Ideologie von Gruppen angewandt werden kann, die keine Regierungsmacht haben.
Lifton zufolge scheitern solche Versuche letztlich immer. Sie folgen einem gemeinsamen Muster und verursachen vorhersehbare psychische Schäden bei Individuen und Gesellschaften. Er findet zwei gemeinsame Motive bei ‚totalistischen‘ Bewegungen: Angst und die Verleugnung des Todes, die in Gewalt gegen Sündenböcke, die zu metaphorischen Repräsentanten der Todesgefahr gemacht werden, kanalisiert werden, und eine reaktionäre Angst vor Veränderung.
In seinem späteren Werk hat sich Lifton darauf konzentriert, den Typ von Veränderung, gegen den totalism gerichtet ist, zu definieren. Dazu hat er den Begriff des ‚proteischen Selbst‘ eingeführt. In dem Buch The Protean Self (1993) vertritt er die Ansicht, die Entwicklung einer ‚flüssigen und vielseitigen‘ Persönlichkeit sei ein positiver Trend in modernen Gesellschaften. Geistige Gesundheit erfordere heute eine ‚kontinuierliche Erkundung und persönliches Experimentieren‘, denen sich reaktionäre und fundamentalistische Bewegungen entgegensetzen.

## Kritik des modernen Krieges und des Terrorismus
Nach seiner Arbeit mit Hiroshima-Überlebenden wurde Lifton zu einem engagierten Gegner der Nuklearwaffen. Er argumentierte, die Nuklearstrategie und die Kriegsführungsstrategie banalisierten massenhaften Genozid im großen Maßstab und machten ihn so vorstellbar. Obwohl er kein strikter Pazifist ist, hat er sich gegen verschiedene US-Militäraktionen ausgesprochen, besonders gegen den Vietnamkrieg und den Krieg gegen den Irak. Er glaubt, dass sie aus irrationalen und aggressiven Aspekten der von Angst geprägten amerikanischen Außenpolitik resultierten.
Lifton hat auch den gegenwärtigen „Krieg der USA gegen den Terrorismus“ als fehlgeleiteten und gefährlichen Versuch, „alle Verletzlichkeit auszuschließen“, kritisiert. Den Terrorismus sieht er als zunehmend ernstere Gefahr aufgrund der Verbreitung nuklearer und chemischer Waffen und ‚totalistischer‘ Ideologien. In seinem Buch Destroying the World to Save It von 1999 beschreibt er apokalyptische Gruppen wie die japanische Sekte Ōmu Shinrikyō (bekannt als Aum) als Vorläufer des ‚neuen globalen Terrorismus‘: „Daher sollte Aum nicht als Endpunkt, sondern als bedrohlicher Anfang und Ausdruck einer neuen Dimension globaler Gefährdung erkannt werden.“

## Bibliographie

### Deutsch
- Die Unsterblichkeit des Revolutionärs : Mao Tse-tung u.d. chines. Kulturrevolution, München : List, 1970
- Der Verlust des Todes : über d. Sterblichkeit d. Menschen u.d. Fortdauer d. Lebens, München ; Wien : Hanser, 1986
- Ärzte im Dritten Reich, Stuttgart : Klett-Cotta, 1988
- Die Psychologie des Völkermordes: Atomkrieg und Holocaust, Stuttgart : Klett-Cotta, 1992
- Zeugnis ablegen, Hamburg : Hamburger Ed., 1995
- Terror für die Unsterblichkeit: Erlösungssekten proben den Weltuntergang, München; Wien : Hanser, 2000, ISBN 3-446-19879-2

### Englisch, als Autor
- Thought Reform and the Psychology of Totalism: A Study of "Brainwashing" in China, Norton (New York City), 1961.
- Death in Life: Survivors of Hiroshima, Random House (New York City), 1968.
- Revolutionary Immortality: Mao Tse-Tung and the Chinese Cultural Revolution, Random House, 1968.
- Birds, Words, and Birds (cartoons), Random House, 1969.
- History and Human Survival: Essays on the Young and the Old, Survivors and the Dead, Peace and War, and on Contemporary Psychohistory, Random House, 1970.
- Boundaries, Canadian Broadcasting Corporation (Toronto), 1969, published as Boundaries: Psychological Man in Revolution, Random House, 1970.
- Home from the War: Vietnam Veterans—Neither Victims nor Executioners, Simon & Schuster (New York City), 1973.
- (With Eric Olson) Living and Dying, Praeger, 1974.
- The Life of the Self: Toward a New Psychology, Simon & Schuster, 1976.
- Psychobirds, Countryman Press, 1978.
- (With Shuichi Kato and Michael Reich) Six Lives/Six Deaths: Portraits from Modern Japan (originally published in Japanese as Nihonjin no shiseikan, 1977), Yale University Press (New Haven, CT), 1979.
- The Broken Connection: On Death and the Continuity of Life, Simon & Schuster, 1979.
- (With Richard A. Falk) Indefensible Weapons: The Political and Psychological Case against Nuclearism, Basic Books (New York City), 1982.
- The Nazi Doctors: Medical Killing and the Psychology of Genocide, Basic Books, 1986.
- The Future of Immortality and Other Essays for a Nuclear Age, Basic Books, 1987.
- (With Eric Markusen) The Genocidal Mentality: Nazi Holocaust and Nuclear Threat, Basic Books, 1990.
- The Protean Self: Human Resilience in an Age of Fragmentation, Basic Books, 1993.
- (With Greg Mitchell) Hiroshima in America: Fifty Years of Denial, Putnam's (New York City), 1995.
- Destroying the World to Save It: Aum Shinrikyo, Apocalyptic Violence, and the New Global Terrorism, Owl Books, 2000.
- (Co-author) Who Owns Death? Capital Punishment, the American Conscience, and the End of Executions, Morrow, 2000.
- Superpower Syndrome: America's Apocalyptic Confrontation With the World, Nation Books, 2003.

### Englisch, als Herausgeber
- The Woman in America, Houghton (Boston), 1965.
- America and the Asian Revolutions, Trans-Action Books, 1970, second edition, 1973.
- (With Falk and Gabriel Kolko) Crimes of War: A Legal, Political-Documentary, and Psychological Inquiry into the Responsibilities of Leaders, Citizens, and Soldiers for Criminal Acts of War, Random House, 1971.
- (With Olson) Explorations in Psychohistory: The Wellfleet Papers, Simon & Schuster, 1975.
- (With Eric Chivian, Susanna Chivian, and John E. Mack) Last Aid: The Medical Dimensions of Nuclear War, W. H. Freeman, 1982.
- (With Nicholas Humphrey) In a Dark Time: Images for Survival, Harvard University Press, 1984.

## Filmografie
2009 erschien der Film Wenn Ärzte töten von Hannes Karnick und Wolfgang Richter. Robert Lifton untersucht darin, wie deutsche Ärzte während der Naziherrschaft an Zwangssterilisation, Euthanasie, Selektion sowie Menschenversuchen teilnahmen und sich nach dem Ende des Krieges in die deutsche Gesellschaft integrieren.